# Cameraria conglomeratella
Cameraria conglomeratella là một loài bướm đêm thuộc họ Gracillariidae. Nó được tìm thấy ở Hoa Kỳ (Illinois, Kentucky, Texas, California, Florida, Georgia, Maryland, New Jersey, Ohio và Virginia).

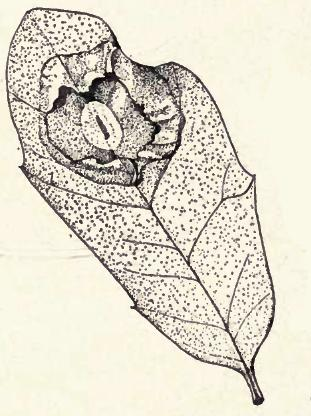
Mine và cocoon

Sải cánh dài 7.5–9 mm. Ấu trùng ăn Quercus species, bao gồm Quercus bicolor, Quercus chrysolepis, Quercus obtusifolia, Quercus obtusiloba và Quercus virginiana. Chúng ăn lá nơi chúng làm tổ.